# Blair MacKichan
Blair MacKichan – brytyjski producent muzyczny, multiinstrumentalista, kompozytor, autor tekstów i aktor.
Założyciel studia muzycznego w Hastings. Na przełomie lat 80. i 90. XX wieku grał w reklamach Oxo. 
Komponował utwory dla takich artystów jak Maggie Reilly, Sia, Alex Hepburn, Jenifer, Oceana, Trijntje Oosterhuis, Olly Murs czy Fink. 
Współtworzył także teksty takich utworów jak „Pilgrim” oraz „This Is the Thing” Finka, „Stone Cold Sober” Palomy Faith, „Shame for You” Lily Allen, „Your Game” Willa Smitha, „Love Me” Stooshe, „Rough & Ready” Trace’a Adkinsa czy „Ma philosophie” Amel Bent.
Muzyk stworzył również soundtracki do amerykańskich filmów Troje do tanga, Apartament dla orangutana oraz serialu Bestia.